# 军事功勋勋章 (波兰)

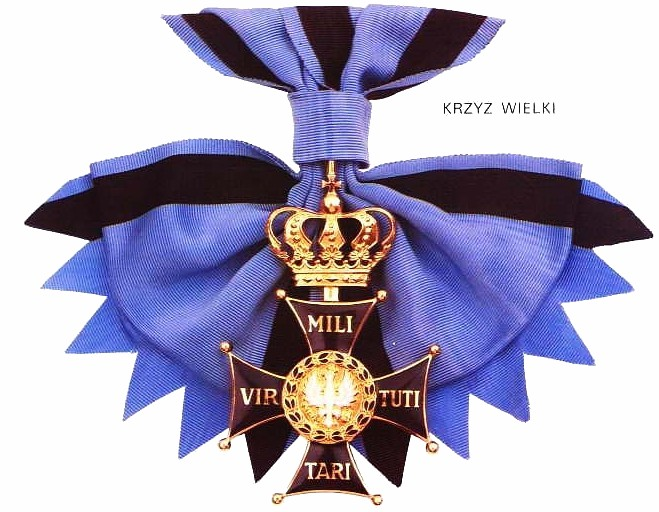
军事功勋勋章

军事功勋勋章（波蘭語：Order Wojenny Virtuti Militari）是波兰政府为表彰在战时奋勇杀敌，展现英雄主义精神者而设立的最高军事奖励。1792年，波兰国王斯坦尼斯瓦夫·奥古斯特设立该勋章。该勋章共分为五级。就在军事功勋勋章设立后不久，波蘭立陶宛聯邦国土遭瓜分。瓜分者废止了军事功勋勋章并禁止获得者佩戴。此后，军事功勋勋章曾被几度恢复，几度更名，几度廢除。在勋章制度設立期间，共有上千名本国和他国官兵、几座城市以及一艘船只获颁。1989年后，波兰政府尚未颁发军事功勋勋章。